# Gearóid O’Sullivan

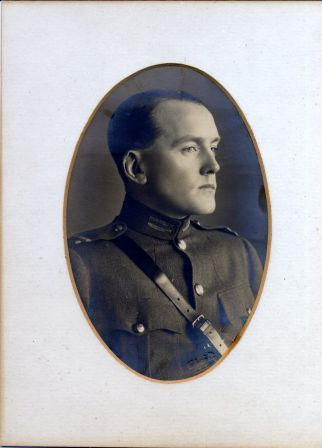
Gearóid O’Sullivan (um 1920)

Gearóid O’Sullivan (irisch Gearóid Ó Súilleabháin), (* 28. Januar 1891 in Skibbereen, County Cork; † 25. März 1948 (nach anderen Quellen am 5. August 1944)) war ein irischer Politiker der Cumann na nGaedheal, der Sinn Féin sowie der Fine Gael.

## Leben
O’Sullivan, ein Cousin von Michael Collins, war zunächst nach dem Abschluss eines Studiums am St Patrick's College of Education in Drumcondra sowie der Royal University of Ireland 1911 als Lehrer tätig. Während des Osteraufstandes von 1916 diente er als Offizier in der Irish Republican Army als Aide-de-camp von Seán Mac Diarmada und war derjenige, der auf Anweisung von Patrick Pearse die Flagge Irlands auf dem Hauptpostamt in Dublin hisste.
Nach dem Irischen Unabhängigkeitskrieg von Januar 1919 bis Juli 1921 absolvierte er kurzzeitig ein Studium der Rechtswissenschaft und erhielt auch die Zulassung als Barrister-at-Law.
Seine politische Laufbahn begann er 1921, als er als Kandidat der Sinn Féin zum Abgeordneten (Teachta Dála) in das Unterhaus (Dáil Éireann) gewählt wurde und in diesem bis 1923 den Wahlkreis Carlow-Kilkenny vertrat. Er gehörte während dieser Zeit zu den Befürwortern des Anglo-Irischen Vertrages, der die Entstehung des Irischen Freistaates besiegelte.
Im Irischen Bürgerkrieg von Juni 1922 bis April 1923 zwischen den Gegnern und Befürwortern des Anglo-Irischen Vertrages war er Generaladjutant der Irish Republican Army.
1923 verzichtete er zwar auf eine Kandidatur für das Unterhaus, wurde aber stattdessen als Vertreter der Sinn Féin Mitglied des Senats (Seanad Éireann).
Am 24. August 1927 wurde er als Kandidat der Cumann na nGaedheal bei einer Nachwahl (By-election) wieder zum Mitglied des Unterhauses gewählt und leistete am 25. August 1927 auch den Treueeid gegenüber dem Freistaat und Gewissenhaftigkeit gegenüber dem britischen König gemäß Art. 17 der Verfassung des Irischen Freistaates. Im Dáil Éireann vertrat er nunmehr den Wahlkreis Dublin County bis zu seiner Wahlniederlage 1937.
1938 war er schließlich noch einmal für kurze Zeit Mitglied des Seanad Éireann und gehörte diesem als Mitglied der Fine Gael der Interessengruppe Erziehung, Kunst, Irische Sprache, Kultur und Literatur an, den sogenannten Cultural and Educational Panel.